# Kamer van volksvertegenwoordigers (samenstelling 1845-1848)
Dit artikel omvat de lijst van leden van de Belgische Kamer van volksvertegenwoordigers van 1845 tot 1848. De 5e legislatuur van de Kamer van volksvertegenwoordigers telde eerst 95 en later 108 zetels, liep van 16 september 1845 tot 20 mei 1848 en volgde uit de verkiezingen van 10 juni 1845. Bij deze verkiezingen werden 48 van de 95 parlementsleden verkozen in de kieskringen Antwerpen, Turnhout, Mechelen, Brussel, Leuven, Nijvel, Brugge, Kortrijk, Veurne, Diksmuide, Oostende, Roeselare, Tielt, Ieper, Aarlen, Bastenaken, Marche, Virton, Neufchâteau, Namen, Philippeville en Dinant.
Op 8 juni 1847 vonden tussentijdse verkiezingen plaats, waarbij 60 van de 108 parlementsleden werden verkozen en het aantal parlementsleden steeg van 95 naar 108. De verkiezingen vonden plaats in de kieskringen Gent, Eeklo, Dendermonde, Sint-Niklaas, Aalst, Oudenaarde, Charleroi, Aat, Thuin, Bergen, Zinnik, Doornik, Luik, Verviers, Hoei, Borgworm, Hasselt, Maaseik, Tongeren, Antwerpen, Brussel, Ieper, Nijvel en Dinant.
Het nationale kiesstelsel was in die periode gebaseerd op cijnskiesrecht, volgens een systeem van een meerderheidsstelsel, gecombineerd met een districtenstelsel. Iedere Belg die ouder dan 25 jaar was en een bepaalde hoeveelheid cijns betaalde, kreeg stemrecht. Hierdoor was er een beperkt kiezerskorps. 
Tijdens deze legislatuur waren achtereenvolgens de unionistische regering-Van de Weyer (30 juli 1845 tot 2 maart 1846), de katholieke regering-De Theux de Meylandt II (31 maart 1846 tot 12 augustus 1847) en de liberale regering-Rogier I (12 augustus 1847 tot 28 september 1852) in functie.
Tijdens deze legislatuur werd de Liberale Partij opgericht, de eerste en oudste partij in de politieke geschiedenis van België.

## Zittingen
In de 5e zittingsperiode (1845-1848) vonden vier zittingen plaats. Van rechtswege kwamen de Kamers ieder jaar bijeen op de tweede dinsdag van november.
| Zitting               | Opening           | Sluiting          |
| --------------------- | ----------------- | ----------------- |
| buitengewone zitting  | 16 september 1845 | 24 september 1845 |
| 2de zitting 1845-1846 | 11 november 1845  | 14 augustus 1846  |
| 3de zitting 1846-1847 | 10 november 1846  | 11 mei 1847       |
| 4de zitting 1847-1848 | 9 november 1847   | 26 mei 1848       |

De buitengewone zitting van 1845 was bijeengeroepen naar aanleiding van de aardappelcrisis.
Tijdens de zitting 1845-1846 heeft de Regering Kamer en Senaat verdaagd van 24 maart tot 20 april 1846.

## Samenstelling
| Begin legislatuur (1845) | Begin legislatuur (1845) | Begin legislatuur (1845) | Einde legislatuur (1848) | Einde legislatuur (1848) | Einde legislatuur (1848) |
| Fractie                  | Fractie                  | Zetels                   | Fractie                  | Fractie                  | Zetels                   |
| ------------------------ | ------------------------ | ------------------------ | ------------------------ | ------------------------ | ------------------------ |
|                          | Katholieken              | 52                       |                          | Liberalen                | 55                       |
|                          | Liberalen                | 43                       |                          | Katholieken              | 53                       |

Wijzigingen in fractiesamenstelling:
- In 1846 overlijdt de liberaal Auguste Duvivier. Zijn opvolger wordt de katholiek Gustave de Lannoy, verkozen op 27 juli 1846.
- In 1847 neemt het zetelaantal in de Kamer toe van 95 naar 108, bij de tussentijdse verkiezingen op 8 juni 1847. Van de 13 extra zetels gaan er zes naar de katholieken en zeven naar de liberalen. Tegelijkertijd verliezen de katholieken zes zetels ten voordele van de liberalen.

## Lijst van de volksvertegenwoordigers
| Volksvertegenwoordiger              | Partij    | Kieskring     | Opmerkingen |
| ----------------------------------- | --------- | ------------- | --- |
| Laurent Veydt                       | Liberaal  | Antwerpen     | |
| Jean Loos                           | Liberaal  | Antwerpen     | |
| Charles Rogier                      | Liberaal  | Antwerpen     | |
| Jean Osy                            | Liberaal  | Antwerpen     | |
| Edouard Cogels                      | Katholiek | Antwerpen     | Zetelt vanaf 11 november 1847. |
| Charles Mast-De Vries               | Katholiek | Mechelen      | |
| Jean Scheyven                       | Katholiek | Mechelen      | |
| Jean-François Henot                 | Katholiek | Mechelen      | |
| François Louis Joseph Du Bus        | Katholiek | Turnhout      | |
| Albéric du Bus de Gisignies         | Katholiek | Turnhout      | Secretaris. |
| Louis Orts                          | Liberaal  | Brussel       | |
| Daniel Léon Cans                    | Liberaal  | Brussel       | Vervangt vanaf 12 november 1845 Charles Rogier, die volksvertegenwoordiger voor het arrondissement Antwerpen wordt.                                                                                               |
| Jean-François Tielemans             | Liberaal  | Brussel       | Zetelt vanaf 10 november 1847. |
| Alexis Eenens                       | Liberaal  | Brussel       | Zetelt vanaf 10 november 1847. |
| Pierre-Théodore Verhaegen           | Liberaal  | Brussel       | Ondervoorzitter vanaf 11 november 1847. |
| Joseph Lebeau                       | Liberaal  | Brussel       | |
| Henri de Brouckère                  | Liberaal  | Brussel       | |
| François Anspach                    | Liberaal  | Brussel       | |
| François de Bonne                   | Liberaal  | Brussel       | Quaestor vanaf 11 november 1847. |
| Jean-Marie de Man d'Attenrode       | Katholiek | Leuven        | Secretaris tot 11 november 1847. |
| Edmond de la Coste                  | Katholiek | Leuven        | |
| Jean-Baptiste Van den Eynde         | Katholiek | Leuven        | |
| Jules Joseph d'Anethan              | Katholiek | Leuven        | |
| Félix de Merode                     | Katholiek | Nijvel        | |
| Edouard Mercier                     | Katholiek | Nijvel        | |
| Hippolyte Trémouroux                | Liberaal  | Nijvel        | Zetelt vanaf 10 november 1847. |
| Théodore Jonet                      | Liberaal  | Nijvel        | |
| Paul Devaux                         | Liberaal  | Brugge        | |
| Jean Maertens                       | Liberaal  | Brugge        | |
| Charles Coppieters Stochove         | Katholiek | Brugge        | |
| Désiré de Haerne                    | Katholiek | Kortrijk      | |
| Felix de Mûelenaere                 | Katholiek | Kortrijk      | |
| Jean-Baptiste Van Cutsem            | Katholiek | Kortrijk      | Secretaris van 11 november 1846 tot 11 november 1847. |
| François Donny                      | Katholiek | Oostende      | |
| Pierre De Breyne                    | Liberaal  | Diksmuide     | |
| Joseph Clep                         | Katholiek | Veurne        | |
| Charles de Roo                      | Katholiek | Tielt         | |
| Léon de Foere                       | Katholiek | Tielt         | |
| Jacques Wallaert                    | Katholiek | Roeselare     | |
| Alexander Rodenbach                 | Katholiek | Roeselare     | |
| Charles-Louis Van Renynghe          | Katholiek | Ieper         | Zetelt vanaf 11 november 1847. |
| Jules Malou                         | Katholiek | Ieper         | |
| Pierre Biebuyck                     | Katholiek | Ieper         | |
| Adrien Bruneau                      | Liberaal  | Aalst         | Vervangt vanaf 11 november 1847 Eugène De Smet (Katholiek), die bij de tussentijdse verkiezingen niet herkozen raakte.                                                                                            |
| Jean-François Van Cleemputte        | Liberaal  | Aalst         | Vervangt vanaf 11 november 1847 Jean De Naeyer (Katholiek), die bij de tussentijdse verkiezingen niet herkozen raakte.                                                                                            |
| Pierre Jean De Clippele             | Katholiek | Aalst         | Vervangt vanaf 11 november 1847 Antoine de Meer de Moorsel (Katholiek), die bij de tussentijdse verkiezingen niet meer opkwam.                                                                                    |
| Charles Liedts                      | Liberaal  | Oudenaarde    | Parlementsvoorzitter. |
| Jean Thienpont                      | Katholiek | Oudenaarde    | |
| Jean-Marie de Villegas              | Liberaal  | Oudenaarde    | Tot 11 november 1846 secretaris, een ambt dat hij opnieuw uitoefende vanaf 11 november 1847. |
| Josse Delehaye                      | Liberaal  | Gent          | |
| François d'Elhoungne                | Liberaal  | Gent          | |
| Ferdinand Manilius                  | Liberaal  | Gent          | |
| Gustave Herry                       | Liberaal  | Gent          | Vervangt vanaf 10 november 1847 Henri Kervyn (Katholiek), die bij de tussentijdse verkiezingen niet herkozen raakte.                                                                                              |
| Eugène Van Huffel                   | Liberaal  | Gent          | Vervangt vanaf 10 november 1847 Léandre Desmaisières (Katholiek), die bij de tussentijdse verkiezingen niet herkozen raakte.                                                                                      |
| Henri t'Kint de Roodenbeke          | Liberaal  | Gent          | Vervangt vanaf 10 november 1847 Pierre De Saegher (Katholiek), die bij de tussentijdse verkiezingen niet herkozen raakte. t'Kint de Roodenbeke is secretaris vanaf 11 november 1847.                              |
| Charles d'Hane de Steenhuyse        | Liberaal  | Gent          | Zetelt vanaf 10 november 1847. |
| Désiré Le Jeune                     | Katholiek | Eeklo         | |
| Charles de Meester                  | Katholiek | Sint-Niklaas  | |
| Theodoor de T'Serclaes de Wommersom | Katholiek | Sint-Niklaas  | Vervangt vanaf 21 januari 1847 de overleden Pierre-Antoine Verwilghen. |
| Charles Vilain XIIII                | Katholiek | Sint-Niklaas  | Ondervoorzitter tot 11 november 1847. |
| Pierre de Decker                    | Katholiek | Dendermonde   | |
| François van den Broucke de Terbecq | Katholiek | Dendermonde   | |
| Prosper de Kerchove de Denterghem   | Katholiek | Dendermonde   | Zetelt vanaf 10 november 1847. |
| Adolphe Dechamps                    | Katholiek | Charleroi     | Zetelt vanaf 10 november 1847. |
| Jean Pirmez                         | Liberaal  | Charleroi     | |
| Guillaume Dumont                    | Liberaal  | Charleroi     | Ondervoorzitter van 12 november 1845 tot 11 november 1847. |
| Hippolyte Lange                     | Liberaal  | Bergen        | |
| Joseph Sigart                       | Liberaal  | Bergen        | |
| Hubert Dolez                        | Liberaal  | Bergen        | Ondervoorzitter tot 12 november 1845. |
| Charles Rousselle                   | Liberaal  | Bergen        | Zetelt vanaf 10 november 1847. |
| Jean Bricourt                       | Liberaal  | Zinnik        | Vervangt vanaf 10 november 1847 Gustave de Lannoy (Katholiek), die bij de tussentijdse verkiezingen niet herkozen raakte. De Lannoy zelf verving vanaf 11 augustus 1846 de overleden Auguste Duvivier (Liberaal). |
| Jean De Saive                       | Liberaal  | Zinnik        | Vervangt vanaf 10 november 1847 Bernard Amé du Bus de Gisignies (Katholiek), die bij de tussentijdse verkiezingen niet herkozen raakte.                                                                           |
| Louis Faignart                      | Katholiek | Zinnik        | Zetelt vanaf 10 november 1847. |
| Louis Gilson                        | Liberaal  | Doornik       | Vervangt vanaf 11 november 1847 Barthélémy Dumortier (Katholiek), die bij de tussentijdse verkiezingen niet herkozen raakte.                                                                                      |
| Edouard Broquet                     | Liberaal  | Doornik       | Vervangt vanaf 11 november 1847 Albert Goblet d'Alviella, die bij de tussentijdse verkiezingen niet meer opkwam.                                                                                                  |
| Charles Le Hon                      | Liberaal  | Doornik       | Vervangt vanaf 13 januari 1847 de overleden Auguste Savart-Martel. |
| Adelson Castiau                     | Liberaal  | Doornik       | |
| Frédéric de Sécus                   | Katholiek | Aat           | Quaestor tot 11 november 1847. |
| Alexis du Roy de Blicquy            | Katholiek | Aat           | Vervangt vanaf 10 november 1847 Adolphe Dechamps, die volksvertegenwoordiger voor de kieskring Charleroi wordt.                                                                                                   |
| Joseph de Riquet de Caraman Chimay  | Katholiek | Thuin         | |
| Louis Troye                         | Liberaal  | Thuin         | Secretaris vanaf 11 november 1847. |
| François Dautrebande                | Liberaal  | Hoei          | Vervangt vanaf 10 november 1847 Henri Thyrion, die bij de tussentijdse verkiezingen niet meer opkwam. |
| Louis van den Steen de Jehay        | Katholiek | Hoei          | |
| Pierre Eloy de Burdinne             | Katholiek | Borgworm      | |
| Walthère Frère-Orban                | Liberaal  | Luik          | Zetelt vanaf 10 november 1847. |
| Pierre Destriveaux                  | Liberaal  | Luik          | Vervangt vanaf 10 november 1847 Joseph-Stanislas Fleussu, die bij de tussentijdse verkiezingen niet meer opkwam.                                                                                                  |
| Charles Lesoinne                    | Liberaal  | Luik          | |
| Noël Delfosse                       | Liberaal  | Luik          | Ondervoorzitter vanaf 11 november 1847. |
| Camille de Tornaco                  | Liberaal  | Luik          | |
| Gérard Moreau                       | Liberaal  | Verviers      | Zetelt vanaf 10 november 1847. |
| Pierre Lys                          | Liberaal  | Verviers      | |
| Victor David                        | Liberaal  | Verviers      | Vervangt vanaf 10 november 1847 Pierre-Joseph David, die bij de tussentijdse verkiezingen niet meer opkwam. |
| Barthélémy de Theux de Meylandt     | Katholiek | Hasselt       | |
| Guillaume de Corswarem              | Katholiek | Hasselt       | Quaestor tot 11 november 1847. |
| Hubert Huveners                     | Katholiek | Maaseik       | Secretaris tot 11 november 1847. |
| Jean Raikem                         | Katholiek | Tongeren      | Vervangt vanaf 10 november 1847 Maximilien de Renesse (Liberaal), die bij de tussentijdse verkiezingen niet meer opkwam.                                                                                          |
| Henri Simons                        | Katholiek | Tongeren      | |
| Constant d'Hoffschmidt              | Liberaal  | Bastenaken    | |
| Jean-Baptiste Nothomb               | Katholiek | Aarlen        | |
| Louis Orban de Xivry                | Katholiek | Marche        | |
| Léopold Zoude                       | Liberaal  | Neufchâteau   | |
| Edouard d'Huart                     | Katholiek | Virton        | |
| Georges de Baillet Latour           | Liberaal  | Philippeville | Quaestor vanaf 11 november 1847. |
| Victor Pirson                       | Liberaal  | Dinant        | |
| Hadelin de Liedekerke Beaufort      | Katholiek | Dinant        | Zetelt vanaf 10 november 1847. |
| Isidore Fallon                      | Katholiek | Namen         | |
| Jean-Baptiste Brabant               | Katholiek | Namen         | |
| Denis François de Garcia de la Véga | Katholiek | Namen         | |